# Дальнеполубянское сельское поселение
Дальнеполубянское се́льское поселе́ние — муниципальное образование в Острогожском районе Воронежской области Российской Федерации.
Административный центр — село Дальняя Полубянка.

## История
Статус и границы сельского поселения установлены Законом Воронежской области от 2 декабря 2004 года № 88-ОЗ «Об установлении границ, наделении соответствующим статусом, определении административных центров муниципальных образований Грибановского, Каширского, Острогожского, Семилукского, Таловского, Хохольского районов и города Нововоронеж».

## Население
| 2000 | 2005 | 2010 | 2012 | 2013 | 2014 | 2015 |
| ---- | ---- | ---- | ---- | ---- | ---- | ---- |
| 847  | ↘694 | ↘577 | ↘551 | ↘520 | ↘493 | ↘470 |
| 2016 | 2017 | 2018 |      |      |      |      |
| ↘455 | ↘453 | ↘447 |      |      |      |      |

## Состав сельского поселения
| № | Населённый пункт  | Тип населённого пункта       | Население |
| - | ----------------- | ---------------------------- | --------- |
| 1 | Владимировка      | хутор                        | ↘152      |
| 2 | Дальняя Полубянка | село, административный центр | ↘401      |
| 3 | Прокопец          | хутор                        | ↘24       |